# Серце воїна
«Серце воїна» (англ. A Warrior's Heart) — американський фільм 2011 року.

## Сюжет
Індивідуаліст і шибайголова Конор Салліван не може змиритися із загибеллю батька під час битви. Тільки після потрапляння до табору лакросу під опіку старого друга батька, він починає осягати головні життєві цінності.